# Ukraine World News
«Ukraine World News» — український інформаційний телеканал.

## Про канал
Телеканал розпочав мовлення онлайн 18 лютого 2023 року. До переоформлення ліцензії мав транслювати телемарафон Єдині новини під логотипом ТАК-TV.
Власник каналу — бізнесмен Віталій Кропачов. 2022 року він викупив ліцензію на цифрове мовлення 4 каналу, а також компанію «Ера продакшн». До Кропачова власником каналу був нардеп від Слуги народу Олексій Ковальов, який 2022 року перейшов на бік Росії та згодом був убитий. Генеральний продюсер — Ольга Гіржева, колишній головний редактор проросійського каналу NewsOne. У січні 2023 року ЗМІ повідомляли, що новий канал хочуть створити колишні «соратники Медведчука». При цьому зазначалося, що «загалом штат складається з колишніх співробітників різних каналів, у тому числі й проросійських». Видання Детектор медіа, що спеціалізується на моніторингу та аналізу контенту в ЗМІ, охарактеризувало Ukraine World News як «канал із Бенюком, Жидковим і „стійкою національною позицією“», цитуючи коментар Ольги Гіржевої.
Канал розташовано в Києві, він має АСБ, ефірну апаратну, монтажні станції, ньюзрум і Digital-департамент. Площа робочого простору — 590 м², з них 280 м² — студійно-виробничий простір.

## Міжнародні корпункти
Корпункти відкрито в Брюсселі і Варшаві. Кореспондентська мережа включає кореспондентів у Страсбурзі, Вашингтоні, Лондоні, Відні, Оттаві, Бухаресті, Тель-Авіві, Кишиневі, Будапешті та Празі.

## Структура власності
У 2019 році Віталій Кропачов став власником трьох регіональних телеканалів: Інфо 24, ТВі і Погода.
17 грудня 2021 компанія Кропачова «Укрдонінвест Медіа» придбала компанію-оператора цифрового мультиплексу «Ера Продакшн», що має ліцензію на трансляцію у цифровому ефірному мовленні.
19 липня 2022 року компанія «Укрдонінвест Медіа» стала одноосібним бенефіціаром телемовника «Корона санрайс».
6 жовтня 2022 року Національна рада з питань телебачення та радіомовлення переоформила ліцензію 4 каналу з брендом «Так TV».

## Колектив

### Штат
Штат телеканалу — 180 співробітників. З них:
- ведучі — 3 ведучі інформаційних блоків і 6 ведучих проєктів;
- департамент інформаційного мовлення (редакції, зокрема журналісти і кореспонденти — 44 особи);
- технічна служба — 21 особа;
- режисерська, операторська та звукорежисерська групи — 52 особи;
- Digital — 19 осіб.

### Ведучі[4]
- Богдан Бенюк
- Петро Мага
- Дмитро Пустовіт
- Надя Ліра
- Христя Равлюк
- Ірина Доля
- Яна Котик
- Алла Метлашевська
- Олександра Ширко
- Настя Рейн
- Єлизавета Лакша
- Андрій Погорілий

### Колишні ведучі
- Андрій Булгаров
- Валерія Коломієць
- Олекса Старицький
- Ігор Озадовський
- Тетяна Брагар
- Єлизавета Лакша

### Керівництво
- Віталій Кропачов — власник телеканалу
- Тетяна Дємєнєва — директор телеканалу
- Ольга Гіржева — генеральний продюсер телеканалу
- Сергій Харченко — головний редактор телеканалу
- Дмитро Скідан — технічний директор телеканалу

## Програми
- Інтерв'ю без кордонів
- Код інформації
- Добрий вечір! Це Україна
- Виклик долі
- Перехрестя
- Тренди тижня
- Отака дурня, малята!
- Разом
- Опорний пункт
- Headline
- Recap Про…
- Euroweek
- 45 хвилин з Андрієм Булгаровим
- ТОП-10
- UWN ЗНАЄ
- Факт чек
- Proмову
- Шо у зірок
- Зірки розкажуть
- Pro деталі
- Weekend
- Траєкторія